# Mink Stole (Band)
Mink Stole war eine deutsche Musikgruppe, die in den 1990er Jahren aktiv war.

## Geschichte
Im Jahr 1993 erschien das Debütalbum Eats Head of Owner bei Rebel Rec. Es erhielt 7,5 Punkte beim Rock Hard. Mit dem zweiten Album New Improved Bad End (1996, Absorbing Recordings) ging die Band als Support von Rammstein und mit den Farmer Boys auf Deutschland-Tournee. Das dritte und letzte Album Something's Got to Give (Blunoise Records) kam 1997 raus.

## Stil
Thomas Kupfer bezeichnete das Debütalbum im Rock Hard als „lupenreinen Gitarrenrock“.
Im Alternative-Rock-Fachmagazin Visions wurde das zweite Album New Improved Bad End ohne konkret fassbare Zuschreibungen rezensiert:

„Ohrenbetäubender Krach, das böse Ende naht. In der Ferne Musik, ganz sanft, der Frieden kehrt zurück. Zeitraffer gegen Slow-Motion. Gitarre gegen Schlagzeug. Stimme gegen alle.“

Beim dritten Album wurde die Rezension in Visions präziser. Da wurde der Stil als „rhythmisch-noisige Gitarrenmusik“ beschrieben. Zudem würden sich die Musiker vor Barkmarket, Helmet und Spongehead „verbeugen“, „ohne das vielleicht beabsichtigt zu haben“.

## Diskografie
Alben
- 1993: Eats Head of Owner
- 1996: New Improved Bad End
- 1997: Something's Got to Give